# مارتين باسباي
مارتين باسباي (بالإنجليزية: Martyn Busby)‏ هو لاعب كرة قدم بريطاني، ولد في 24 مارس 1953 في سلاو في المملكة المتحدة. لعب مع كوينز بارك رينجرز ونادي بورتسموث ونادي بيرنلي ونوتس كاونتي.

## وصلات خارجية
- مارتين باسباي على موقع قاعدة بيانات كرة القدم.إي يو (الإنجليزية)